# Kabinett Steltzer I
Das Kabinett Steltzer I bildete vom 11. April 1946 bis zum 22. November 1946 die Landesregierung von Schleswig-Holstein.
Nach der Ernennung des 1. Schleswig-Holsteinischen Landtages wurden in dessen zweiter Sitzung vom 13. März 1946 die Landtagsausschüsse gebildet, darunter sieben „Hauptausschüsse“, deren Vorsitzende die späteren Landesminister wurden. Die „Landesregierung“, bestehend aus Oberpräsident und Vorsitzenden der Hauptausschüsse, nahm ihre Arbeit de facto am 11. April 1946 mit der Besetzung des Vorstandes der Hauptausschüsse auf. Obwohl die Verabschiedung der „Vorläufigen Verfassung“ vom 12. Juni 1946 nicht von der britischen Militärregierung genehmigt worden war, wurden die Leiter der Hauptausschüsse an diesem Tag zu Ministern ernannt und unter parlamentarische Kontrolle gestellt. Am 23. August 1946 wurde Theodor Steltzer vom britischen Militärgouverneur Hugh Vivian Champion de Crespigny zum Ministerpräsidenten des Landes Schleswig-Holstein ernannt. Mit Wirkung vom 22. November 1946 trat das Kabinett zurück.
| Amt                                                                            | Name                             | Partei | Partei           |
| ------------------------------------------------------------------------------ | -------------------------------- | ------ | ---------------- |
| Oberpräsident ab 23. August 1946: Ministerpräsident                            | Theodor Steltzer (1885–1967)     |        | CDU              |
| Stellvertreter des Oberpräsidenten bzw. des Ministerpräsidenten ab 6. Mai 1946 | Wilhelm Kuklinski (1892–1963)    |        | SPD              |
| Innere Verwaltung                                                              | Hermann von Mangoldt (1895–1953) |        | CDU ab Juni 1946 |
| Haushalt und Finanzen                                                          | Thomas Andresen (1897–1972)      | CDU    |                  |
| Landwirtschaft, Ernährung und Forsten                                          | Willy Rickers (1882–1957)        | CDU    |                  |
| Wirtschaft und Verkehr                                                         | Bruno Diekmann (1897–1982)       |        | SPD              |
| Volksbildung                                                                   | Wilhelm Kuklinski (1892–1963)    | SPD    |                  |
| Volkswohlfahrt                                                                 | Kurt Pohle (1899–1961)           | SPD    |                  |
| Gesundheitswesen                                                               | Emil Matthews (1895–?)           |        | KPD              |

## Vorgeschichte
Nach dem Ende des Zweiten Weltkrieges und der Übernahme der Provinzialverwaltung durch die britische Militärregierung wurde Otto Hoevermann am 14. Mai 1945 vom britischen Militärgouverneur Gail Patrick Henderson kommissarisch als Oberpräsident der Provinz Schleswig-Holstein eingesetzt. Hans Müthling wurde als kommissarischer Landeshauptmann mit der Wahrnehmung der Geschäfte des Provinzialverbandes beauftragt und Werner Mensching als Regierungspräsident in Schleswig eingesetzt. Hoevermann, der am 18. August 1945 noch von der Militärregierung im Amt bestätigt worden war, wurde am 15. November 1945 von Henderson seines Amtes enthoben und am selben Tag durch Theodor Steltzer ersetzt. Mit Wirkung vom 30. November 1945 wurde das Amt des Regierungspräsidenten in das Oberpräsidium integriert. Ab Dezember 1945 wurden in der Provinz die einzelnen Landesämter gebildet.
| Amt                                                                                                  | Name                                                             |
| --- | ---------------------------------------------------------------- |
| Oberpräsident                                                                                        | Theodor Steltzer                                                 |
| Stellvertreter des Oberpräsidenten                                                                   | Paul Backe (ab Dezember 1945) Hans Müthling (ab 14. Januar 1946) |
| Leiter des Landesamtes für Inneres                                                                   | Heinrich Clasen Lauritz Lauritzen (Stand am 11. April 1946)      |
| Leiter des Landesamtes für Finanzen                                                                  | Hans Müthling                                                    |
| Leiter des Landesamtes für Ernährung und Landwirtschaft                                              | Paul Backe Claus Boyens (Stand am 11. April 1946)                |
| Leiter des Landesamtes für Wirtschaft und Verkehr                                                    | Dr. Kuhnert                                                      |
| Leiter des Landesamtes für Schulen und Erwachsenenbildung (ab April 1946 Landesamt für Volksbildung) | Friedrich Teichert                                               |
| Leiter des Landesamtes für Volkswohlfahrt                                                            | Albert Billian                                                   |
| Leiter des Landesamtes für Gesundheitswesen                                                          | Arnold Habernoll (Stand April 1946)                              |